# Michael Kaplan
Michael Kaplan (Filadelfia, ...) è un costumista statunitense, famoso per i suoi lavori in Seven nel 1995, Fight Club nel 1999 e Star Wars - Il risveglio della Forza nel 2015.

## Filmografia
- Blade Runner, regia di Ridley Scott (1982)
- All Summer in a Day, cortometraggio (1982)
- Flashdance, regia di Adrian Lyne (1983)
- Ladro di donne, regia di Douglas Day Stewart (1984)
- Due vite in gioco (Against All Odds), regia di Taylor Hackford (1984)
- American Dreamer, regia di Rick Rosenthal (1984)
- Signori, il delitto è servito (Clue), regia di Jonathan Lynn (1985)
- Perfect, regia di James Bridges (1985)
- Crime Story - serie TV (1986)
- I duri non ballano (Tough Guys Don't Dance), regia di Norman Mailer (1987)
- Affari d'oro, regia di Jim Abrahams (1988)
- Un Natale esplosivo, regia di Jeremiah S. Chechik (1989)
- Oltre ogni rischio, regia di Abel Ferrara (1989)
- Cugini (Cousins), regia di Joel Schumacher (1989)
- La tenera canaglia (Carly Sue), regia di John Hughes (1991)
- Moon Over Miami - serie TV (1993)
- Malice - Il sospetto, regia di Harold Becker (1993)
- Seven, regia di David Fincher (1993)
- Spy (The Long Kiss Goodnight), regia di Renny Harlin (1996)
- Diabolique, regia di Jeremiah S. Chechik (1996)
- The Game - Nessuna regola, regia di David Fincher (1997)
- Armageddon - Giudizio finale, regia di Michael Bay (1998)
- Fight Club, regia di David Fincher (1999)
- Tentazioni d'amore, regia di Edward Norton (2000)
- Pearl Harbor, regia di Michael Bay (2001)
- Panic Room, regia di David Fincher (2001)
- 24 ore (Trapped), regia di Luis Mandoki (2001)
- Il genio della truffa, regia di Ridley Scott (2003)
- Amore estremo - Tough Love, regia di Martin Brest (2003)
- Michael Jackson: The One - Film TV (2004)
- Mr. & Mrs. Smith, regia di Doug Liman (2005)
- Miami Vice, regia di Michael Mann (2006)
- Le regole del gioco (Lucky You), regia di Curtis Hanson (2007)
- Io sono leggenda (I Am Legend), regia di Francis Lawrence (2007)
- Star Trek, regia di J. J. Abrams (2009)
- L'apprendista stregone (The Sorcerer's Apprentice), regia di Jon Turteltaub (2010)
- Burlesque, regia di Steven Antin (2010)
- Mission: Impossible - Protocollo fantasma, regia di Brad Bird (2011)
- Into Darkness - Star Trek, regia di J. J. Abrams (2013)
- Storia d'inverno (Winter's Tale), regia di Akiva Goldsman (2014)
- Star Wars - Il risveglio della Forza, regia di J. J. Abrams (2015)
- Trafficanti, regia di Todd Phillips (2016)
- Star Wars - Gli ultimi Jedi, regia di Rian Johnson (2017)
- Star Wars - L'ascesa di Skywalker (Star Wars: The Rise of Skywalker), regia di J. J. Abrams (2019)